# 달링관박쥐
달링관박쥐(Rhinolophus darlingi)는 관박쥐과에 속하는 박쥐의 일종이다. 아프리카에서 발견된다. 자연 서식지는 건조 사바나 지역 동굴과 지하 서식지이다.

## 분류학
달링관박쥐는 1905년 덴마크 포유류학자 안데르센(Knud Christian Andersen)이 처음 기술했다. 종소명(darlingi)과 일반명은 짐바브웨 마조웨 마을에서 완모식표본을 수집한 달링(James ffolliott Darling)의 이름을 따서 지었다.

## 특징
달링관박쥐는 아프리카관박쥐 중에서 보통 크기의 박쥐로 전완장은 42~51mm, 몸무게는 6~13g이다. 털은 솜털처럼 부드럽다. 등 쪽 털은 회색 또는 회색빛 갈색인 반면에 배 쪽은 연한 회색을 띤다. 낮은 종횡비와 아주 낮은 익면 하중을 갖고 있어서 비행 속도가 느리지만 조종 능력이 높다.

## 분포 및 서식지
달링관박쥐는 아프리카 남부 지역, 앙골라와 보츠와나, 부룬디, 콩고민주공화국, 에스와티니, 케냐, 말라위, 모잠비크, 나미비아, 남아프리카공화국, 탄자니아, 짐바브웨 등에 널리 분포한다. 레소토와 나이지리아에서도 서식하는 것으로 추정된다. 주로 사바나 서식지에서 산다. 동굴과 노두 지역, 탄광, 사람 거주지 등에서 서식한다.

## 아종
2종의 아종이 알려져 있다.
- R. d. darlingi - 탄자니아 북부, 말라위, 모잠비크 서부, 짐바브웨, 보츠와나 북부와 동부, 남아프리카공화국 북동부
- R. d. damarensis (Roberts, 1946) - 앙골라 중서부, 나미비아 중부, 남아프리카공화국 북서부